# Битва скифов со славянами
«Битва скифов со славянами» — картина Виктора Васнецова, написанная в 1881 году. На ней изображён поединок двух всадников — славянского на вороном коне и скифского на гнедом. На заднем плане скачут другие всадники.

## Создание и судьба картины
В 1880—1881 годах Савва Мамонтов заказал Виктору Васнецову три картины для кабинета правления Донецкой железной дороги. Васнецов написал «Трёх царевен подземного царства», «Ковёр-самолет» и «Битву скифов со славянами». Последняя из этих картин посвящена древней истории Донецкого края (искусствоведы отмечают, что в реальности скифы и славяне никогда не встречались). Члены правления эти работы не приняли как неуместные для служебного помещения. Мамонтов купил их для себя и разместил в столовой своего московского дома. Позже «Битва скифов со славянами» оказалась в «Русском музее». 
Эскиз к «Битве скифов со славянами» купил у художника коллекционер Илья Остроухов. В 1929 году этот эскиз из Музея иконописи и живописи имени И. С. Остроухова перешёл в Третьяковскую галерею.